# Le Précieux Ornement de la Libération
Le Précieux Ornement de la Libération (tibétain : དམ་ཆོས་ཡིད་བཞིན་གྱི་ནོར་བུ་ཐར་པ་རིན་པོ་ཆེའི་རྒྱན, Wylie : dam chos yid bzhin nor bu thar pa rin po che'i rgyan, ou thar pa rin po che'i rgyan, Ornement de la Précieuse Libération) de Gampopa (1079-1153) est un lamrim majeur de l'école Kagyupa. Il comporte des enseignements de l'école Kadampa et ceux du Mahamudra.

## Contenu
Il comporte 6 parties, exposant l'enseignement des soutras du Mahayana, les présentant en 3 volets : la base, la voie et le fruit.
- La base est la nature de bouddha, la précieuse existence humaine et l'ami spirituel aidant le méditant sur le chemin de l'éveil.
- La voie rappelle les enseignements sur l'impermanence, la loi karmique de cause à effet, l'imperfection de l'existence conditionnée, et les pratiques du renoncement, des quatre états sublimes -l'équanimité, la bienveillance, la compassion et la joie-.
- Le fruit est l'éveil, ou état de bouddha.

La dernière partie décrit l'activité qui en découle : œuvrer spontanément au bien d'autrui.

## Traductions
- Il a été traduit depuis le tibétain vers l'anglais sous le titre The Jewel Ornament of Liberation par Herbert V. Günther (en) et publié en 1959. La publication de cette traduction complète est un événement d'un intérêt considérable pour les études tibétaines et bouddhistes à l'époque, car, à l'exception des Annales bleues par George de Roerich, c'est la première traduction à grande échelle d'un important texte tibétain à avoir été publié depuis de nombreuses années[3].

- Il a été traduit depuis le tibétain vers le français sous le titre Le Précieux Ornement de la Libération par Christian Bruyat et le comité de traduction Padmakara et publié avec une préface de Péma Wangyal Rinpoché[4] en 1999[2]. Selon Stéphane Arguillère, cette traduction est meilleure, des contresens présents dans les traductions anglaises antérieures ayant été corrigés par Bruyat et le comité Padmakara[5].

Péma Tönyö Nyinjé, le 12e taï sitou rinpoché, fait remarquer que la traduction du titre de l'ouvrage, bien que correcte, n'est pas exacte, et devrait être « Ornement de la Précieuse Libération » pour se conformer au tibétain thar pa rin po che'i rgyan (THL : Tharpa Rinpoche (i) Gyen).

## Enseignement
Le 17e karmapa Orgyen Trinley Dorje a donné un enseignement sur ce texte au monastère de Tergar en Inde en 2014 aux nonnes rassemblées lors du premier Arya Kshema Winter Dharma Gathering.

## Commentaires
- (en) Ringu Tulku, Path to Buddhahood: Teachings on Gampopa's Jewel Ornament of Liberation, Shambhala, 2003